# Belgische kampioenschappen indoor atletiek 2017
In 2017 werden de Belgische kampioenschappen indoor atletiek Alle Categorieën gehouden op zaterdag 18 februari in Gent.

## Uitslagen

### 60 m
| rang   | atleet             | prestatie |
| ------ | ------------------ | --------- |
| Goud   | Robin Vanderbemden | 6,77 s    |
| Zilver | Jean-Marie Louis   | 6,81 s    |
| Brons  | Niels Theijs       | 6,91 s    |

| rang   | atlete         | prestatie |
| ------ | -------------- | --------- |
| Goud   | Manon Depuydt  | 7,44 s    |
| Zilver | Orphée Depuydt | 7,51 s    |
| Brons  | Lotte Van Lent | 7,67 s    |

### 200 m
| rang   | atleet            | prestatie |
| ------ | ----------------- | --------- |
| Goud   | Christian Iguacel | 21,62 s   |
| Zilver | Victor Hofmans    | 21,69 s   |
| Brons  | Samuel Heymans    | 22,56 s   |

| rang   | atlete        | prestatie |
| ------ | ------------- | --------- |
| Goud   | Imke Vervaet  | 24,13 s   |
| Zilver | Hanne Claus   | 24,22 s   |
| Brons  | Shana Vanhaen | 24,95 s   |

### 400 m
| rang   | atleet           | prestatie |
| ------ | ---------------- | --------- |
| Goud   | Alexander Doom   | 48,21 s   |
| Zilver | Samba Fall       | 48,52 s   |
| Brons  | Michaël Rossaert | 48,61 s   |

| rang   | atlete             | prestatie |
| ------ | ------------------ | --------- |
| Goud   | Margo Van Puyvelde | 53,73 s   |
| Zilver | Olivia Borlée      | 54,27 s   |
| Brons  | Justien Grillet    | 54,40 s   |

### 800 m
| rang   | atleet          | prestatie |
| ------ | --------------- | --------- |
| Goud   | Quentin Kebron  | 1.53,94   |
| Zilver | Victor Benschop | 1.53,97   |
| Brons  | Eliott Crestan  | 1.54,15   |

| rang   | atlete         | prestatie |
| ------ | -------------- | --------- |
| Goud   | Camille Muls   | 2.11,15   |
| Zilver | Céline Roelens | 2.13,64   |
| Brons  | Eléa Henrard   | 2.14,88   |

### 1500 m
| rang   | atleet           | prestatie |
| ------ | ---------------- | --------- |
| Goud   | Dries De Smet    | 3.54,30   |
| Zilver | Joachim Cardillo | 3.54,35   |
| Brons  | Kim Ruell        | 3.56,09   |

| rang   | atlete                    | prestatie |
| ------ | ------------------------- | --------- |
| Goud   | Mathilde Deswaef          | 4.35,43   |
| Zilver | Caroline Baudinet         | 4.36,47   |
| Brons  | Marta Alexandra Chylinski | 4.37,25   |

### 3000 m
| rang   | atleet            | prestatie |
| ------ | ----------------- | --------- |
| Goud   | Wesley De Kerpel  | 8.31,39   |
| Zilver | Clement Deflandre | 8.34,66   |
| Brons  | Corentin Louis    | 8.34,95   |

### 5000 m snelwandelen/3000 m snelwandelen
| rang   | atleet             | prestatie |
| ------ | ------------------ | --------- |
| Goud   | Peter Van Hove     | 27.48,20  |
| Zilver | Christophe Gontier | 32.18,85  |
| Brons  | Tristan Van Hove   | 39.07,39  |

| rang   | atlete            | prestatie |
| ------ | ----------------- | --------- |
| Goud   | Annelies Sarrazin | 16.18,24  |
| Zilver | Liesbet De Smet   | 16.29,32  |
| Brons  | Myriam Nicolas    | 16.41,12  |

### 60 m horden
| rang   | atleet             | prestatie |
| ------ | ------------------ | --------- |
| Goud   | Dario De Borger    | 7,81 s    |
| Zilver | Quentin Ruffacq    | 7,89 s    |
| Brons  | Damien Broothaerts | 7,91 s    |

| rang   | atlete           | prestatie |
| ------ | ---------------- | --------- |
| Goud   | Nafissatou Thiam | 8,37 s    |
| Zilver | Sarah Missinne   | 8,44 s    |
| Brons  | Noor Vidts       | 8,50 s    |

### Verspringen
| rang   | atleet            | prestatie |
| ------ | ----------------- | --------- |
| Goud   | Corentin Campener | 7,65 m    |
| Zilver | Cedric Nolf       | 7,54 m    |
| Brons  | Björn De Decker   | 7,47 m    |

| rang   | atlete        | prestatie |
| ------ | ------------- | --------- |
| Goud   | Hanne Maudens | 6,35 m    |
| Zilver | Chloé Laurant | 5,69 m    |
| Brons  | Eve Willems   | 5,57 m    |

### Hink-stap-springen
| rang   | atleet            | prestatie |
| ------ | ----------------- | --------- |
| Goud   | Leopold Kapata    | 15,60 m   |
| Zilver | Frédéric Xhonneux | 14,67 m   |
| Brons  | Yves Pausenberger | 14,52 m   |

| rang   | atlete           | prestatie |
| ------ | ---------------- | --------- |
| Goud   | Sietske Lenchant | 12,52 m   |
| Zilver | Saliyya Guisse   | 12,10 m   |
| Brons  | Elsa Loureiro    | 11,89 m   |

### Hoogspringen
| rang   | atleet            | prestatie |
| ------ | ----------------- | --------- |
| Goud   | Emile Verdonck    | 2,15 m    |
| Zilver | Lois Makena       | 2,13 m    |
| Brons  | Fabiano Kalandula | 2,10 m    |

| rang   | atlete            | prestatie |
| ------ | ----------------- | --------- |
| Goud   | Nafissatou Thiam  | 1,90 m    |
| Zilver | Hannelore Desmet  | 1,85 m    |
| Brons  | Hanne Van Hessche | 1,83 m    |

### Polsstokhoogspringen
| rang   | atleet         | prestatie |
| ------ | -------------- | --------- |
| Goud   | Arnaud Art     | 5,50 m    |
| Zilver | Jorg Vanlierde | 4,90 m    |
| Brons  | Robin Bodart   | 4,80 m    |

| rang   | atlete          | prestatie |
| ------ | --------------- | --------- |
| Goud   | Fanny Smets     | 4,15 m    |
| Zilver | Chloé Henry     | 4,10 m    |
| Brons  | Aurélie De Ryck | 4,05 m    |

### Kogelstoten
| rang   | atleet         | prestatie |
| ------ | -------------- | --------- |
| Goud   | Philip Milanov | 17,42 m   |
| Zilver | Jarno Wagemans | 16,11 m   |
| Brons  | Filip Eeckhout | 15,67 m   |

| rang   | atlete            | prestatie |
| ------ | ----------------- | --------- |
| Goud   | Jolien Boumkwo    | 16,54 m   |
| Zilver | Katelijne Lyssens | 13,84 m   |
| Brons  | Yoika De Pauw     | 13,65 m   |

1985 ·
1986 ·
1987 ·
1988 ·
1989 ·
1990 ·
1991 ·
1992 ·
1993 .
1994 ·
1995 .
1996 ·
1997 ·
1998 .
1999 ·
2000 .
2001 · 
2002 · 
2003 · 
2004 · 
2005 · 
2006 · 
2007 · 
2008 · 
2009 · 
2010 · 
2011 · 
2012 · 
2013 · 
2014 ·
2015 ·
2016 ·
2017 ·
2018 ·
2019 ·
2020 ·
2021 ·
2022 ·
2023 ·
2024 ·
2025